# John Berger
John Peter Berger (5. listopadu 1926 Londýn, Anglie – 2. ledna 2017, Paříž, Francie) byl britský spisovatel, publicista a umělecký kritik.

## Dílo
Berger zkoumal vztahy mezi jednotlivcem a společností, kulturou a politikou, zkušeností a výrazem formou povídek, románů, her, esejů, filmů, kreseb, fotografických sérii a performancí. Základem jeho umělecké metody byl prvek spolupráce: s lidmi, místy a komunitami. Mezi umělce, s kterými spolupracoval, patřili například režisér Simon McBurney (divadelní soubor Complicite), sochař Juan Munoz, fotograf Jean Mohr, skladatel Gavin Bryars a filmaři Mike Dibb, Alain Tanner a Timothy Neat. V poslední době pracoval na společné publikaci s kanadskou spisovatelkou Anne Michaels.
Za román G. obdržel v roce 1972 Bookerovu cenu. Roku 1972 televize BBC poprvé vysílala seriál Ways of Seeing, který Berger vytvořil společně s producentem Mikem Dibbem a který se později stal předlohou pro stejnojmennou knihu esejů. Studie Ways of Seeing měla ve své době velký vliv na poli teorie výtvarného umění. Zabývá se odhalováním ideologií ve vizuální kultuře a navazuje na některé myšlenky z eseje Waltera Benjamina "Umělecké dílo ve věku své technické reprodukovatelnosti".
V roce 2008 byl John Berger podruhé nominován na Bookerovu cenu za svůj zatím poslední román From A to X.
Posledních 40 let žil v malé vesničce ve francouzské části Savojských Alp.
Česky vyšla jeho kniha esejů o výtvarném umění O pohledu v nakladatelství Fra 2009.
- A Painter of Our Time (1958)
- The Success and Failure of Picasso (1965)
- A Fortunate Man  (1967)
- Ways of Seeing (1972)
- G. (1972)
- A Seventh Man (1975)
- About Looking (1980), v překladu O pohledu (nakladatelství Fra, 2009)
- Another Way of Telling (1982)
- And Our Faces, My Heart, Brief as Photos (1984)
- Into Their Labours (Pig Earth (1979), Once in Europe (1987), Lilac and Flag (1990)), trilogie
- Keeping a Rendezvous (1991)
- To the Wedding (1995)
- King (1999)
- The Shape of a Pocket (2001)
- Here is Where We Meet (2005)
- Hold Everything Dear (2007)
- From A to X (2008)
- Why Look at Animals? (2009)
- Bento's Sketchbook (2011)